# Symbellia karschi
Symbellia karschi är en insektsart som beskrevs av Burr 1899. Symbellia karschi ingår i släktet Symbellia och familjen Euschmidtiidae. Inga underarter finns listade i Catalogue of Life.